# Chlorocypha seydeli
Chlorocypha seydeli – gatunek ważki z rodziny Chlorocyphidae.